# Naruse Jinzō

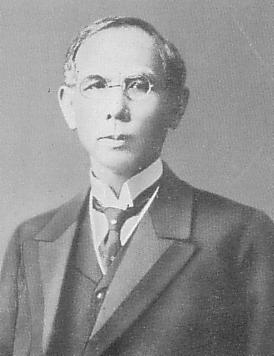
Naruse Jinzō

Naruse Jinzō (japanisch 成瀬 仁蔵; geboren 2. August 1858 in Yoshiki (Provinz Suō); gestorben 4. März 1919 in Tokio) war ein japanischer Pädagoge und Sozialreformer in der Meiji- und Taishō-Zeit.

## Leben und Wirken
Naruse Jinzō war der älteste Sohn von Naruse Kozaemon (成瀬 小左衛門), ein Samurai einer Nebenlinie des Mōri-Klans, und seiner Frau Utako (歌子). Er besuchte die Domänenschule Kenshōkan (憲章館). Im Alter von 8 Jahren verlor er seine Mutter, mit 17 Jahren einen Vater und seinen Bruder. Nach seinem Abschluss am „Yamaguchi Prefectural Teacher Training Institute“ (山口県教員養成所, Yamaguchi-ken kyōin yōsei-sho) arbeitete er als Grundschulleiter. 1877 wurde Naruse in der Naniwa-Kirche (浪花教会) in Osaka getauft und wurde Cheflehrer der „Baika Girls’ School“ (梅花女学校) in Osaka, der späteren „Baika Women's University“ (梅花女大学). Das war der erste Schritt Naruses in Richtung Frauenbildung. Später wirkte er als erster Pfarrer der Koriyama-Kirche (郡山教会) in der Präfektur Nara und der Niigata-Kirche (新潟教会) in Niigata.
Um weiterzukommen, ging Naruse 1890 in die USA. Nach seinem Studium der Soziologie und Pädagogik am „Andover Theological Seminary“ in und der Clark University in Worcester (Massachusetts) besuchte er weitere Universitäten und soziale Einrichtungen, bevor er 1894 nach Japan zurückkehrte. Irgendwann wurde er Direktor der Baika Girls’ School, veröffentlichte jedoch „Joshi Kyōiku“ und setzte sich stark für die Notwendigkeit einer höheren Bildung für Mädchen ein. 1901 gründete er das „Japan Women's College“ (日本女子大学校, Nihon joshi daiakkō), das Wert auf Charaktererziehung legte und eine Bildung förderte, die Spontaneität respektiert und sich für lebenslanges Lernen einsetzte. Um dies in die Praxis umzusetzen, organisieren er den Alumni-Verein „Ōfūkai“ (桜楓会) und führen soziale Aktivitäten durch Veröffentlichungen und Fernunterricht durch.
1912 gründete er zusammen mit dem Unternehmer Shibusawa Eiichi und dem Religionsgelehrten Anesaki Masaharu die „Kiichi Kyōkai“ (帰一協会), eine Gesellschaft für Heimkehrer aus dem Ausland. Im Laufe des nächsten Jahres bereiste er Europa und die Vereinigten Staaten, um inländische und ausländische Ideen und Religionen in Einklang zu bringen. Nach seiner Rückkehr nach Japan wurde er Mitglied des „Kikoku-go kyōiku chōsakai“ (帰国後教育調査会) – etwa „Untersuchungsausschuss für Bildung nach der Heimkehr aus dem Ausland“, und des „Rinji kyōkiku kaigi“ (臨時教育会議) – „Temporärere bildungsausschuss“, und engagierte sich so aktiv in der Gesellschaft. Bevor er an Leberkrebs starb, hielt er eine Abschiedsvorlesung und schrieb seine Bildungsphilosophie mit den drei Prinzipien „Gründliche Überzeugung, Spontane Schöpfung und Gemeinsamen Dienst“ nieder. Bestattet wurde er auf dem Friedhof Zōshigaya in Tokio.
Naruse hinterließ die Werke „Naruse Jinzō chosaku-shū“ (成瀬仁蔵著作集) in drei Bänden. Weiter gibt es „Naruse sensei den“ (成瀬先生伝) – „Erinnerungen an Naurse-Sensei“, herausgegeben von seinen Schülern. Im September 2020 war sein Konterfei zusammen mit dem von Yoshioka Yayoi und von Tsuda Umeko auf einem Satu von 80 Yen Sondermarken abgebildet.